# Sipagabu (Barumun Tengah)
Sipagabu is een bestuurslaag in het regentschap Padang Lawas van de provincie Noord-Sumatra, Indonesië. Sipagabu telt 997 inwoners (volkstelling 2010).